# 新奧科特佩克
新奧科特佩克（西班牙語：Nuevo Ocotepeque）是洪都拉斯的城市，也是奧科特佩克省的首府，位於該國西南部，距離首都特古西加爾巴约215千米，距离危地马拉国界13千米、距离萨尔瓦多国界约5千米。海拔高度805米，是該地區的農產品貿易中心，2001年人口9,167。
在20世纪70年代的足球战争中，萨尔瓦多军队曾经占领本市。
14°26′N 89°11′W / 14.433°N 89.183°W